# Giro del Piemonte 2012
El Giro del Piemonte 2012 se disputó el 27 de septiembre de ese año por un trazado de 188 km con inicio en Fossano y final en Biella.
Está encuadrada en el UCI Europe Tour, dentro de la categoría 1.HC (máxima categoría de estos circuitos).
Tomaron parte en la carrera 18 equipos: 12 de categoría UCI ProTour (Katusha Team, BMC Racing Team, Omega Pharma-Lotto, Euskaltel-Euskadi, Astana Pro Team, Garmin-Sharp, RadioShack-Nissan, Lampre-ISD, Sky Procycling, Liquigas-Cannondale, Team Saxo Bank-Tinkoff Bank y Movistar Team); y 6 de categoría Profesional Continental (Androni Giocattoli-Venezuela, Colnago-CSF Inox, Colombia-Coldeportes, Acqua & Sapone y Farnese Vini-Selle Italia y Utensilnord Named). Formando así un pelotón de 144 ciclistas aunque finalmente fueron 143 tras las bajas de última hora de Brent Bookwalter (BMC Racing) y Michael Barry (Sky), con 8 corredores cada equipo (excepto los mencionados BMC Racing y Sky que salieron con 7), de los que acabaron 103.
El ganador final fue Rigoberto Urán tras escaparse junto a Gorka Verdugo en el segundo y último ascenso al puerto de Favaro cuya cima estaba a 8 km de meta. Rigoberto aprovechó un tirón muscular de Gorka para hacerse con la victoria por delante de Luca Paolini quien adelantó a Verdugo (finalmente tercero) debido a dicho tirón.

## Clasificación final
| \| Posición \| Ciclista \| Equipo \| Tiempo \| \| -------- \| ------------------ \| ----------------- \| -------------- \| \| 1. \| Rigoberto Urán \| Sky \| 4h 30 min 21 s \| \| 2. \| Luca Paolini \| Katusha \| a 6 s \| \| 3. \| Gorka Verdugo \| Euskaltel-Euskadi \| a 7 s \| \| 4. \| Sergio Henao \| Sky \| a 11 s \| \| 5. \| Carlos Betancur \| Acqua & Sapone \| m.t. \| \| 6. \| Mauro Santambrogio \| BMC Racing \| m.t. \| \| 7. \| Daniele Bennati \| RadioShack-Nissan \| a 27 s \| \| 8. \| Greg Van Avermaet \| BMC Racing \| m.t. \| \| 9. \| Giovanni Visconti \| Movistar \| m.t. \| \| 10. \| Simone Ponzi \| Astana \| m.t. \| |                    |                   |                |
| Posición | Ciclista           | Equipo            | Tiempo         |
| 1. | Rigoberto Urán     | Sky               | 4h 30 min 21 s |
| 2. | Luca Paolini       | Katusha           | a 6 s          |
| 3. | Gorka Verdugo      | Euskaltel-Euskadi | a 7 s          |
| 4. | Sergio Henao       | Sky               | a 11 s         |
| 5. | Carlos Betancur    | Acqua & Sapone    | m.t.           |
| 6. | Mauro Santambrogio | BMC Racing        | m.t.           |
| 7. | Daniele Bennati    | RadioShack-Nissan | a 27 s         |
| 8. | Greg Van Avermaet  | BMC Racing        | m.t.           |
| 9. | Giovanni Visconti  | Movistar          | m.t.           |
| 10. | Simone Ponzi       | Astana            | m.t.           |